# Charles Potter

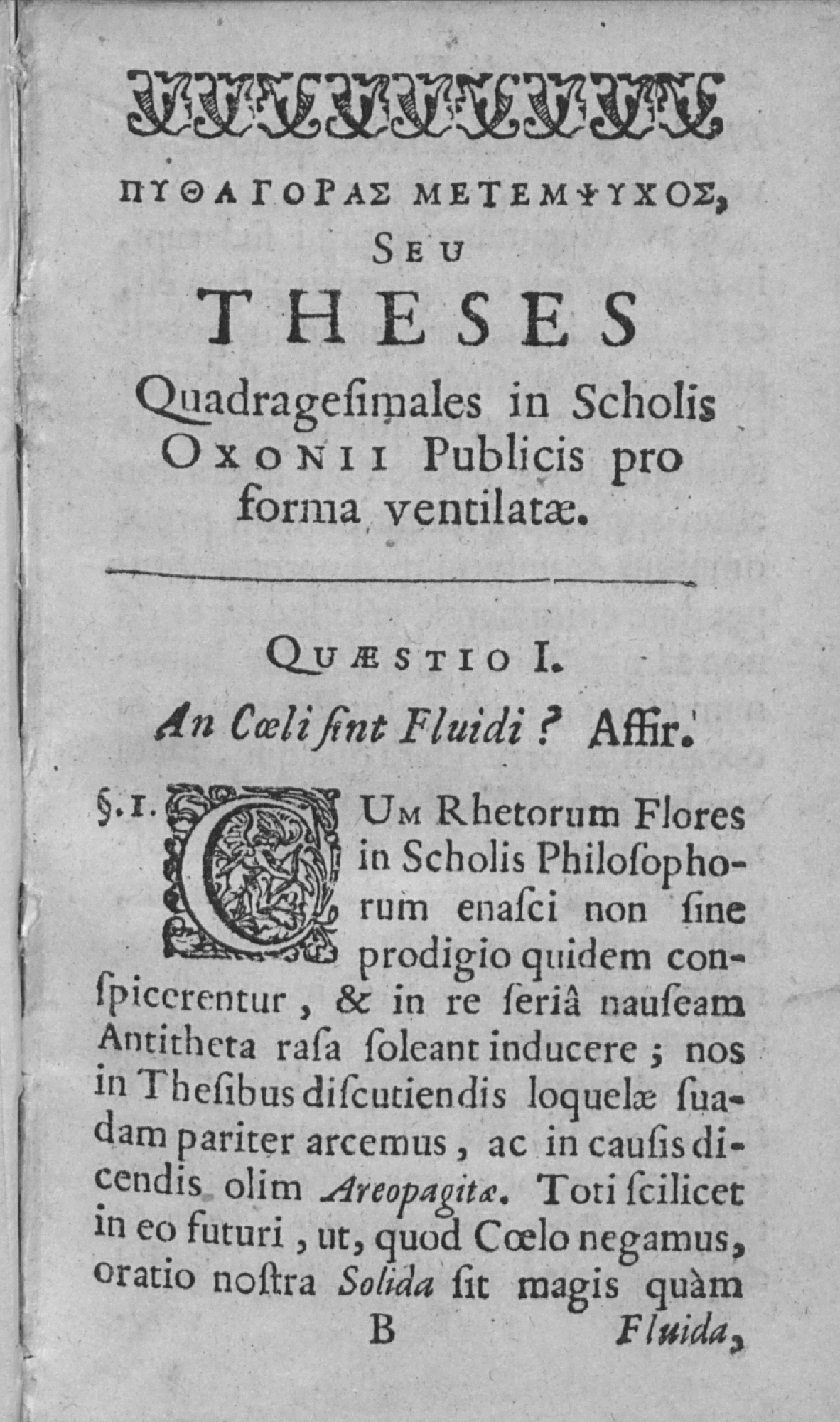
Pythagoras metempsychos, 1684

Charles Potter (Oxford, 1633 o 1634 – Londra, 1663) è stato un filosofo britannico.

## Biografia
Nato nel 1633 o 1634 nella parrocchia di St Peter-in-the-East, era figlio di Christopher Potter, accademico e prevosto del Queen's College di Oxford, e di Elizabeth Sonnibanke.
Charles Potter studiò presso il Queen's College. Nel 1647 divenne studente del Christ Church di Oxford, ottenendo la laurea magistrale nel 1651. Venne quindi pubblicata la sua tesi in latino sulla metempsicosi pitagorica, intitolata Pythagoras metempsychos.
Si unì alla corte in esilio di Carlo II e si convertì al cattolicesimo. Alla Restaurazione servì la regina Enrichetta Maria.

## Opere
- (LA) Pythagoras metempsychos, sive Theses quadragesimales in scholis Oxonii publicis, Lugd. Batav, Jordaan Luchtmans, 1684.